# Симонов Кирило Степанович
Кирило Степанович Симонов (17 квітня 1917, місто Петроград, тепер Санкт-Петербург, Російська Федерація — 26 листопада 1994, місто Одеса) — радянський партійний діяч, залізничник, завідувач відділу транспорту і зв'язку ЦК КПРС, начальник Горьковської залізниці. Член Центральної Ревізійної комісії КПРС у 1966—1981 роках. Кандидат у члени ЦК КПРС у 1981—1986 роках. Депутат Верховної ради Російської РФСР 7—11-го скликань. Кандидат технічних наук (1951), доцент (1954).

## Життєпис
Трудову діяльність розпочав у 1935 році техніком Ленінградського заводу «Светлана».
У 1940 році закінчив Ленінградський інститут інженерів залізничного транспорту.
У 1940—1947 роках — інженер, заступник начальника, начальник залізничної станції, заступник начальника, начальник відділення руху Октябрської залізниці.
Член ВКП(б) з 1943 року.
У 1947—1949 роках — начальник відділу Міністерства шляхів сполучення СРСР.
У 1949—1951 роках — аспірант Всесоюзної академії залізничного транспорту імені Сталіна.
У 1951—1952 роках — начальник відділу Міністерства шляхів сполучення СРСР.
У 1952—1954 роках — керівник відділення Центрального науково-дослідного інституту Міністерства шляхів сполучення СРСР.
У 1954—1957 роках — головний інженер Головного управління руху Міністерства шляхів сполучення СРСР.
У 1957—1961 роках — 1-й заступник голови Науково-технічної ради Міністерства шляхів сполучення СРСР.
З 15 травня 1961 по 29 січня 1962 року — начальник Горьковської залізниці.
У січні — червні 1962 року — в апараті ЦК КПРС.
У червні 1962 — 1985 року — завідувач відділу транспорту і зв'язку ЦК КПРС.
З 1985 року — персональний пенсіонер союзного значення.
Помер 26 листопада 1994 року. Похований в Одесі.

## Нагороди
- два ордени Леніна (1959, 1977)
- орден Жовтневої Революції
- орден Трудового Червоного Прапора
- орден Дружби народів (1980)
- орден «Знак Пошани»
- медалі